# Вернон-бульвар — Джексон-авеню (линия Флашинг, Ай-ар-ти)
|   |   |   |   |
| · | · | · | · |

|   |   |   |   |
| · | · | · | · |

«Вернон-бульвар — Джексон-авеню» (англ. Vernon Boulevard–Jackson Avenue) — станция Нью-Йоркского метрополитена, расположенная на линии Флашинг, Ай-ар-ти.  На станции останавливаются маршруты 7 (круглосуточно) и <7> (в часы пик в пиковом направлении). Станция является самой западной в Куинсе.
Станция представляет собой две боковых платформы прямой формы, каждая обслуживает один путь. Обе платформы имеют индикаторы времени, которые показывают, через сколько минут прибудет поезд такого-то маршрута. С запада от станции расположен перекрёстный съезд, который в данный момент не используется. Таблички с названием станции расположены на опорах платформ, а также на стенах. В виде мозаики на тех же стенах есть указатели на выходы в город.
В 1997 году ночью на станцию пассажиры стали проходить бесплатно, так как за процессом оплаты проезда никто не наблюдал. В то время оплата была с помощью жетонов, и, так как после ночной смены турникеты, куда опускали жетоны, были совершенно пустыми, бездействие сотрудников заметили быстро. Были проведены изменения в этой структуре, а после введена карточная система MetroCard. С тех пор у турникетов постоянно дежурят полицейские.
Несмотря на своё название, станция расположена не на пересечении бульвара Вернон и Джексон-авеню, а под 50-й авеню. Название было дано так, потому что выходы были расположены один на перекрёстке с Вернон-бульвар, а другой с Джексон-авеню.